# William Man
William Man, född 1590, död 1632 eller 1633, var en engelsk legoknekt som blev kapten i ett småländskt regemente.

## William Mans bakgrund
William Man kom från Ispwich, grevskapet Suffolk i England, och var en av Gustav II Adolfs legoknektar i det trettioåriga kriget som värvats till den svenska hären. Föräldrarna var Edvard Mann (1552-1621) och Cathrine Mann (f 1562). Han blev den första kompanichefen för Kinnevalds kompani under det nyuppsatta Kronobergs Infanteriregemente på 1620-talet. Tidigare fanns Smålandsregementet i Kalmar, där William Man också tjänstgjort. Utmärkande för de småländska regementena vid denna tid var det starka inslaget av utländska legoknektar. Det var skottar, engelsmän och adelsmän från de baltiska provinserna som sattes att leda de småländska bondeknektarna. 
I svenska Krigsarkivets rullor anges att William Man vid 24–29 års ålder var löjtnant under kapten Robert Douglas  kompani (1614–1617) och under kaptenen Georg Cumminghams fanor 1618 och 1619, båda inom Västgöta regemente till häst. År 1622 utnämndes William Man vid 32 års ålder till kapten under skotten Patrick Ruthven vid Smålands regemente i Kalmar, därefter 1623 under Herman Wrangel (från Skokloster gård i Södermanland) och 1626 under Tomas Muschamps, som kompanichef för Kinnevalds kompani, vid Kronobergs infanteriregemente som då bildats genom splittring av Smålands storregemente. År 1627 beviljades William Man avsked för sjuklighet, sannolikt efter ett slag över högra ögat som han fick 1621 vid det med framgång krönta fästningsanfallet på Riga då han blev enögd. Slaget vid Riga inleddes den 15 augusti och pågick till den 16 september 1621. Det var det första efter konstens alla regler utkämpade och med lyckligt resultat krönta fästningsanfall som en svensk här/armé genomfört. Det var också inledningen på den svenska ockupationen av Livland som varade till 1721. Riga blev den största staden i riket tillsammans med Stockholm och Tallinn. Göteborg grundades senare av Gustav II Adolf och Malmö var danskt. Den svensk-polska unionen upplöstes formellt men Sigismunds anspråk på den svenska kronan kom att bestå ännu några år.
De utländska krigsherrarnas övermod mot allmogen var påtaglig och gällde också William Man. Därom står att läsa i domboken. Ett par av honom förolämpade bönder, Måns och Sven i Helgåkra, tog själva ut sin hämnd vid ett sammanträffande i Växjö hos byfogden. Domboken berättar först hur bönderna började ordkasta med William Man, som svarade dem spotskt och hånfullt och slutligen hotade att sätta dem i kronans järn. Då utbrast Sven: ”Det ska dig faen förbjuda” och tog genast till kniven. Då tog löjtnanten om båda händerna på Sven och höll honom fast och förde honom mot förstugudörren, och i det samma slet sig Sven lös med handen och sade: ”Nu ska jag se ditt hiertablod”. Då gav sig löjtnanten till rygga och tog till värjan, och i detsamma kom Måns i Helgåkra ut och slog honom i huvudet med bössan, så att stocken gick sönder och löjtnanten stalp omkull över en svinaho och strax kom det andra slaget, och hugget drabbade fram över huvudet i hon, så att bössan gick uti tu stycken. Och sedan kommo bönderna på deras hästar och redo av staden och hem”.
William Man hamnade sannolikt i Kalvsvik då han lärt känna bröderna till sin blivande svärfar och blivande hustruns halvbroder Jöns Persson Gyllensparre till Ingelstad i Kalmar. William Man gifte sig med Per Lennartsson Ulfsax syster Kerstin Ulfsax.

## Porträtt av William Man
På Skokloster slott finns idag en samling porträtt av samtida krigsmän ifrån bland annat Smålands regemente i Kalmar. Inför ett polskt krigshot 1623 omorganiserades den svenska hären. Herman Wrangel fick som ståthållare försvaret av Kalmar och Smålandsregementet i Jönköping på sin lott. Krigsmolnen skingrades emellertid och tiden användes till flitig byggenskap av Kalmar fästning och kartritaren Karill fick tid över för att avporträttera officerarna. Porträttet av William Man, som är i naturlig storlek, visar honom enögd och klädd enligt den tidens barockmode, framhållande en fyllig figur och hög midja, så kallade putmage. Klädedräkten är mycket färggrann och bland detaljerna kan nämnas broderade strumpor, skorosett, axelskärp med höftrosett samt stärkt spetskrage och spetsgarnering på ärmarna. Han har även en för den tiden mer gammalmodig frisyr, med håret längre på vänster sida. I den över högra kanten på porträttet finns en vapensköld, sannolikt påhittad vid målningstillfället. ”WIWA HOMO” betyder leve människan och i vapnet finns en ”vildman” med en treudd och ovanför hjälmprydnaden sitter ytterligare en ”vildman”. Kalvsviksborna kallade honom ”villeman” från småländskans ”vill å sig”, det vill säga "vild av sig".

## William Mans hustru Kerstin Ulfsax
I Svenska Adelns Ättetavlor står att Per Lindormsson (Ulfsax) – död i landsflykt i Polen efter 1606 – hade en dotter, Kerstin (f. 1605), gift med kapten vid Kronobergs regemente William Man till Hagstad, Kalvsviks sn, som han erhöll 1621 i donation, f 1590, död 1632 eller 1633. Detta är emellertid felaktigt. Enligt Kinnevald härads domböcker så är denna Kerstin dotter till Lindorm (Persson) den yngre Ulfsax av Osaby, Tofta sn (numera Tävelsås sn) och hans hustru Karin Andersdotter (Stråle af Ekna).
Släkten Ulfsax, ätt nr 107 i Riddarhuset, var ägare av Osaby, Tävelsås sn., från 1500-talet till 1720 då det inte fanns några manliga arvingar kvar. Ulfsaxarna var stora jordägare i Kalvsviks socken. År 1633 hade Pä Lennartsson Ulfsax till frälse landbor bland annat Kläcklinge, Ekamåla, Bräkenskalla och Hårestorp samt hemman i Kalvsviks by.

## William Mans gårdar i Kalvsvik
I Frälsegodsen (sidan 179) av Almqvist, nämns att frälsehemmanet Söregården i Kalvsviks by länge haft samma ägare som säteriet i Osaby. Genom arv skildes gården därifrån omkring 1620 och tillfördes Kaptenen William Man (d.1632) å hans hustru Kerstin Ulfsax vägnar. Enligt 1622 års tiondelängd brukade han själv Rävsjö med Hagstad och Skärvudden såsom rå- och rörshemman, men i avkortningslängderna 1623–1631 redovisas Söregården i Kalvsvik såsom hans säteri. Efter William Mans död förlorade Södergården sina sätesprivilegier och kom senast 1636  att tillhöra Kerstin Ulfsax halvbror Jöns Gyllensparre (död 1685) till Ingelstad men redovisas från 1650-talet i jordeböckerna under dennes halvbroder Peder (Lennartsson) Ulfsax (död före 1686), vars barn Peder Ulfsax (död 1720) och Brita Ulfsax (död 1737) år 1707 sålde Söregården (då förmedlad till ½ mantal) till Jöns Gyllensparres dotterson Göran Rosenbielke (död 1709). Kalvsviks Södregård hade ingen karaktärsbyggnad, vilket var ett krav för att kunna upprätthålla sätesprivilegierna.
Gustav II Adolf förlänade löjtnanten William Man genom brev i Norrköping den 12 november 1621 ”för flijtigh och throgen tienst honom och hans manliga äkta bröstarvingar till envärdelig ego två gårdar uti Kalvsviks socken af Kinnevalds härad, Räfsiö och Hagsta med ett torp , Skorfudden benämnt, att dem under adliga privilegiers rättighet obehindrat besitta, nyttja och behålla”.  Bland annat åren 1623 och 1624 anges dessa som Capitenis William Mans ladegårdar till Kalvsvik. Kalvsvik Södregård, som Kristin Uflsax förde med sig vid giftermålet med William Man, blev initialt deras boställe och sätesgård innan karaktärsbyggnaden uppfördes i Hagstad i slutet av 1620-talet. Därutöver ingick hela Kalvshaga by med fem gårdar.
William Man hade sin bosättning i Kalvsviks by (Söregården var frälsegård) under tiden som sätesbyggnationen uppfördes i Hagstad. Hagstad hade två brukare/arrendatorer i Norregården och en i Södregården. De två biskopshemmanen i Kalvshaga var tämligen fullsuttna gårdar med 5 lispund i smörränta vardera (totalt 85 kilo). Två av gårdarna i Kalvshaga var i sämre skick då de senare förmedlades (nedsatt skatteförmåga) och erlade ingen smörränta. De 9 gårdarna omfattade 8 mantal före förmedling och brukades av 11 bönder. Den totala smörräntan uppgick till 18½ lispund, nästan 160 kilo. William Man lät uppföra en ståndsmässig sätesbyggnation i Hagstad Norregård som fanns kvar åren 1630–1742.
I Kinnevalds dombok 1622 9/2 sid. 5 nämns en kaptensfru som äger en gård i Kalvsviks by och en gård i Skjurskvarn. Detta är troligen Kristin Ulfsax.

## Hustruns far och farmor var mördare
Lindorm eller Lennart (Persson) den yngre Ulfsax återfick fädernegårdarna Osaby, Getnö och Trehörna Söragård 1617 efter sin far Per (son till Lindorm den äldre) Ulfsax som blev adlad 1586. Fadern följde med kung Sigismund till Polen (som var katolik) och gift med Brita Nilsdotter. Hon fängslades 1596 för mordet på en djäkne (student) på sin gård. Junkern (William Mans svärfar) bodde 1606 på mödragården Holma i Lemnhults socken och ”angavs då för förädeliga brev” som han fått från sin fader i Polen, men ej uppenbarat, varför han måste rymma ur riket, men fått nåd och återkommit före 1617. Junkern hade ingen militär rang, även om han omnämns som överstelöjtnant i en del skrifter.
Lindorm (den yngre) Ulfsax gifte sig med Catharina Stråle av Ekna (död 1635) före 1611 i hennes andra giftermål. Hon hade i sitt första äktenskap varit gift med Per Jönsson Gyllensparre till Ingelstad (och även innehavare av Kläcklinge). Lindorm och Catharina fick dottern Kristin (som gifte sig med William Man i sitt första gifte) och ytterligare sex döttrar samt två söner. Av sönerna blev den ena ihjälslagen och Per Lennartsson Ulfsax (major) kom som enda kvarvarande son att överta Osaby med ladegårdar.
Vilt leverne och ond bråd död i kretsen kring Ulfsaxarna finns att läsa om i domböckerna. Den mest beryktade är Lindorm Ulfsax, eller ”junker Lindorm” som han oftast kallades, som var Osabys herre under tidigt 1600-tal. Han var äldst av fyra syskon. Med en mor anklagad för mord och senare avrättad för förräderi, fadern död i landsflykt, morfadern en hårdför fogde med mycket blod på händerna, en farmor som var beryktad trollkona (”Fru Kerstin” eller Kristina som hon hette, anklagades av Johan III för att genom sin trolldom tagit livet av en av hans utomäktenskapliga döttrar, men friades då 12 stycken adelsdamer gick i god för henne) och en farfar, ryttmästare L. Ulfsax, kung Johan III:s bäste ryttare men med ett rykte som förtegs, kan man kanske milt uttryckt påstå att den här blandningen av arv och miljö inte gav de bästa förutsättningarna för ett bra liv för Junker och hans tre syskon. Alla fyra var minderåriga när familjen splittrades.
Junkern var en vild sälle, som jämte bröderna, Kristins farbröder, Gustav (senare kapten) och Nils (senare kornett) gjorde sig skyldiga till upprepade våldshandlingar mot sina underlydande. Junkern stod flera gånger inför häradsrätten (”en oärlig man och skälm”), för hot, ärekränkning, våld och mord. Sedan det uppenbarats att han anstiftat och i juni 1634 låtit utföra ett mord på underfogden Sven Bosson i utmarkerna till Stenslanda, Tävelsås socken, fängslades han på Osaby och fördes till Göta hovrätt i Jönköping för rannsakning 1638. Han dömdes till döden och avrättades där samma år samt begravdes i Växjö domkyrka. William Mans svärfar blev således, efter hans död, dömd för att ha lejt ett mord. Lindorms sista bön var att bli lagd i vigd jord och inte grävas ner på galgbacken bland vanliga ofrälse brottslingar. En av hans söner (svåger till William Man), Anders Ulfsax, gick också en bråd död till mötes 1631, när han blev ihjälstucken vid ett krogslagsmål i Växjö.

## William Mans barn
I P.G. Veides artikel "Främmande folkelement i Kronobergs län" i Kronobergsboken 1935 (då kallad "Hylten–Cavalliusföreningens årsbok", sidorna 100-101) refereras till en odaterad skrivelse i riksarkivet av William Mans svåger Per Ulfsax. Av denna framgår att William Man och Kerstin Ulfsax hade flera barn, även söner. Dessa söner nämns vara döda utomlands. I krigsarkivets rullor återfinns Johan, Christian och Kristoffer Man.
I Kinnevalds dombok 1656 omtalas även sönerna, utan att deras namn anges, och att endast dottern Maria Wilhelmsdotter (död 1681, begravd 23/1) vara i livet. Denna dotter var gift med Nils Månsson i Hagstad, vilken långlig tid tjänat kronan. Paret, som hade många barn, bodde i Hagstad och deras barn övertog brukandet av gården. Många Kalvsviksbor härstammar härifrån, men är svåra att spåra då kyrkoböckerna är bristfälliga.

## Kerstin Ulfsax gifter om sig
Efter William Mans död gifte år 1634 Kerstin Ulfsax om sig med adelsmannen Olof Siöblad (1605–1695) till Gemmatorp i Lekeryds socken, löjtnant vid Skaraborgs regemente. De fick fyra gemensamma barn, det äldsta (Per) född 1637. Tillsammans med barnen i första äktenskapet med William Man fick hon minst 7 barn. Olof Siöblad dog i Gemmatorp och är begravd i egen murad grav på norra sidan av altaret i Lekaryds kyrka, där hans vapen uppsatts. 
År 1640 sålde Kristin Ulfsax Kullens kvarn i Kalvsviks socken till sin halvbror Jöns Gyllengrip. Som änka efter William Man kunde hon förfara med Kalvsvik Söregård och gårdarna i Kalvshaga by, men inte de donerade gårdarna (Hagstad, Rävsjö och Skärvudden) som skulle tillfalla William Mans manliga bröstarvingar.

## William Mans dotter Maria gifter sig med frälsebonden i Rävsjö
År 1620 brukades Hagstad av två frälsebönder, Sigfrid i Hagstad och Trued i Hagstad. Sigfrid dog omkring 1641 och hans son Nils Sigfridsson bistod i arbetet fram till 1630, varefter han övertog brukandet av Skärvudden fram till år 1647.
Måns Nilsson (Måns i Hagstad) efterträdde Trued i Hagstad som frälsebonde år 1627 och blev kvar där till slutet av 1670-talet, i cirka 50 år. Han var gift med Elin Sunesdotter och de hade bland annat barnen Ingeborg (född på 1620-talet), Sune, Kristin, Hans och Nils Månsson som senare gifte sig med Maria Williamsdotter, William Mans dotter.
Hilsans Månsson övertog brukandet av Rävsjö 1648 och 1669 även Hagstad och var således frälsebonde i drygt 30 år. Han dog den 30 januari 1686 i Rävsjö. Maria Williamsdotter gifte sig således med frälsebonden på Rävsjö. Gården, liksom Hagstad, ägdes av hennes morbror överstelöjtnanten Per Lennartsson Ulfsax till Osaby innan de blev indragna till kronan.

## Per (Peder Lennartsson) Ulfsax övertog William Mans donerade gårdar
P.G. Vejde anger att Hagstad efter William Mans död innehades av hans svåger överstelöjtnant Per Lennartsson Ulfsax till Osaby, som 1660 fick gården i donation från kronan. Hagstad var frälsehemman 1629–1632 och upptogs därefter fram till 1660-talet som frälsehemman eller kronohemman med noteringar som ”Välborne William Man till sätesgård genom brev den 12 november 1621 i Norrköping”, ”Kapten William Man bekommet med conditioner”, ”William Mans sätesgård”, ”William Man till frälse” eller liknande formuleringar. Efter 1660 noteras ”donerat till Per Ulfsax (även kallad Pehr/Peder Linnartsson Ulfsax)” för de donerade gårdarna, ibland tillsammans med ovanstående noteringar. Det förekommer även att gårdarna noteras som frälse-, skatte- eller kronohemman i olika källmaterial fram till 1686, vilket sannolikt beror på att det fanns en viss oreda och att det skedde avskrifter av tidigare uppgifter.
Per Lennartsson Ulfsax (1619–1690) fick den 15 november 1649 och den 15 september 1650 av drottning Kristina tillsammans 18 hemman i Småland i donation, emot det att han avstod en lönefordran han förmenade sig ha för sin tjänst i Tyskland, men vilka hemman senare reducerades. Han fick emellertid behålla Klockaregården och Söregården i Kalvsviks by.
Först 1668 eller 1669, då William Mans manliga bröstarvingar gått bort utomlands i krigen, torde Hagstad, Rävsjö och Skärvudden kunnat bli donerade till hans svåger Per Lennartsson Ulfsax. Då hade William Mans sist kvarvarande son och bröstarvinge, Christian Man, utnämnd till löjtnant 1661 vid Bohus-Jämtlands kavalleribataljon, dött som löjtnant vid samma regemente 1668 eller 1669. Det finns noterat att Christian Mans svärmor Ingrid Olofsdotter beviljades ”på behaglig tid hemmanet Forsen anseende därav att Man och hans hustru för kort tid sedan efter varandra dött och lämnat många små fattiga, fader- och moderlösa barn efter sig”.
Då det rådde osäkerheter kring om William Mans barn levde eller inte i krigen kom hans donerade gårdar att ”förvaltas” av svågern och ägandet övergick sannolikt omkring 1660. Barnens mor Kristin var omgift. Jordeböckerna och mantalslängderna är inte entydiga och osäkerhet finns avseende såväl jordägare som brukare. Det är emellertid alldeles entydigt att Per Lennartsson Ulfsax övertog gårdarna.
Hagstad blev kronohemman i samband med Karl XI:s reduktion. ”Cronan behålt, ¼ förlänt ialt” står det i jordeboken 1682. Samma år anges i jordeboken att ½ mtl Rävsjö och ½ mtl Skärvudden ”donerat Peder Lennartsson Ulfsax” men dessa gårdar dras också in något år senare för att bli fänriksboställen vid Kronobergs infanteriregemente. I samband med indragningen förmedlades också Hagstad, från 1 till ¾ mantal, varav Norregården ½ och Södergården ¼ mantal.
Ytterligare information om William Man och de tre säterierna i Kalvsviks socken under 1600-talet finns i Kalvsviks hembygdsförenings årsbok 2007 i en artikel av Ingolf Berg. Se även artikel i Hyltén-Cavalliusföreningens årsskrift från 1928-29 av P.G. Vejde som handlar om säteribyggnationen i Kronobergs län under 1600-talet, bland annat om familjerna Gyllensparre till Ingelstad och Ulfsax.